# Margaret Cruickshank

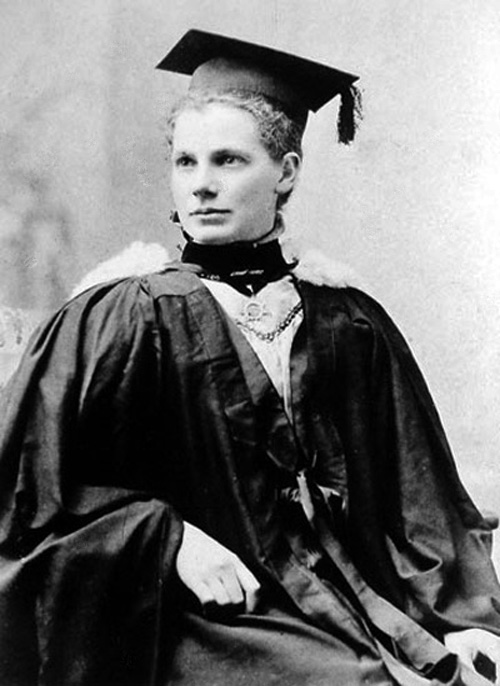
Margaret Barnet Cruickshank (ca. 1897)

Margaret Barnet Cruickshank (* 1. Januar 1873 in Palmerston, Otago, Neuseeland; † 28. November 1918 in Waimate, Canterbury, Neuseeland) war eine neuseeländische Ärztin und erste praktizierende Ärztin in Neuseeland.

## Leben
Margaret Barnet Cruickshank wurde zusammen mit ihrer Zwillingsschwester am 1. Januar 1873 als älteste Töchter von insgesamt sieben Kinder der Eheleute Margaret Taggart und George Cruickshank, einem Auftragsarbeiter und Farmer, in Hawksbury, dem späteren Waikouaiti geboren. Registriert als Geburtsort wurde aber von den Eltern der größere Ort Palmerston, der rund 13 km nördlich liegt. Ihre Mutter verstarb, als Margaret 10 Jahre alt war.
Nach dem Besuch der Palmerston District High School wechselte Margaret mit ihrer Schwester Christina zur Otago Girls’ High School, wo sie beide im Jahr 1891 Klassenbeste wurden und ein Stipendium des New Zealand University Junior Scholarship gewannen.
Nach dem Abschluss der Schule folgte Margaret der Freundin Emily Siedeberg an die University of Otago Medical School, an der sie 1897, ein Jahr nach ihrer Freundin, mit dem Bachelor in Medizin abschloss. Sie nahm umgehend die Arbeit als Assistentin eines Arztes in Waimate auf, ließ sich am 3. Mai 1897 als erste neuseeländische Frau als Ärztin registrieren und praktizierte anschließend als Allgemeinmedizinerin. Mit Ausnahme von einem Studienjahr in Übersee, praktizierte sie für den Rest ihres Lebens in Waimate in einer Gemeinschaftspraxis.
1903 erwarb sie den Doktorgrad der Medizin an der University of Otago und ging 1913 nach Schottland und Irland, wo sie an den Universitäten University of Edinburgh und University of Dublin weitere Qualifikationen erwarb. Als sie Neuseeland verließ, überreichten ihr die Bürger von Waimate als Anerkennung für ihre geleistete Arbeit zum Abschied Geschenke. Nach ihrer Rückkehr nach Neuseeland ein Jahr später wurde ihre Popularität genutzt, um Geld während des Ersten Weltkriegs für die Verwundeten zu sammeln. Als der Krieg vorüber war, engagierte sie sich als Superintendentin im Krankenhaus, organisierte die lokale Arbeit des Roten Kreuzes vor Ort und spendete großzügig Geld für deren Arbeit. Sie war den Menschen sehr nahe und betreute sie nicht nur als Medizinerin.
Margaret Barnet Cruickshank verstarb am 28. November 1918 an den Folgen einer Infektion mit der Spanische Grippe, die alleine in Neuseeland rund 9000 Todesopfer forderte. Sie war eine von 14 neuseeländischen Ärzten, die während der Epidemie ihr Leben verloren und eines von 17 Opfern, die in ihrer Heimatstadt Waimate an der Grippe starben.

## Ehrungen

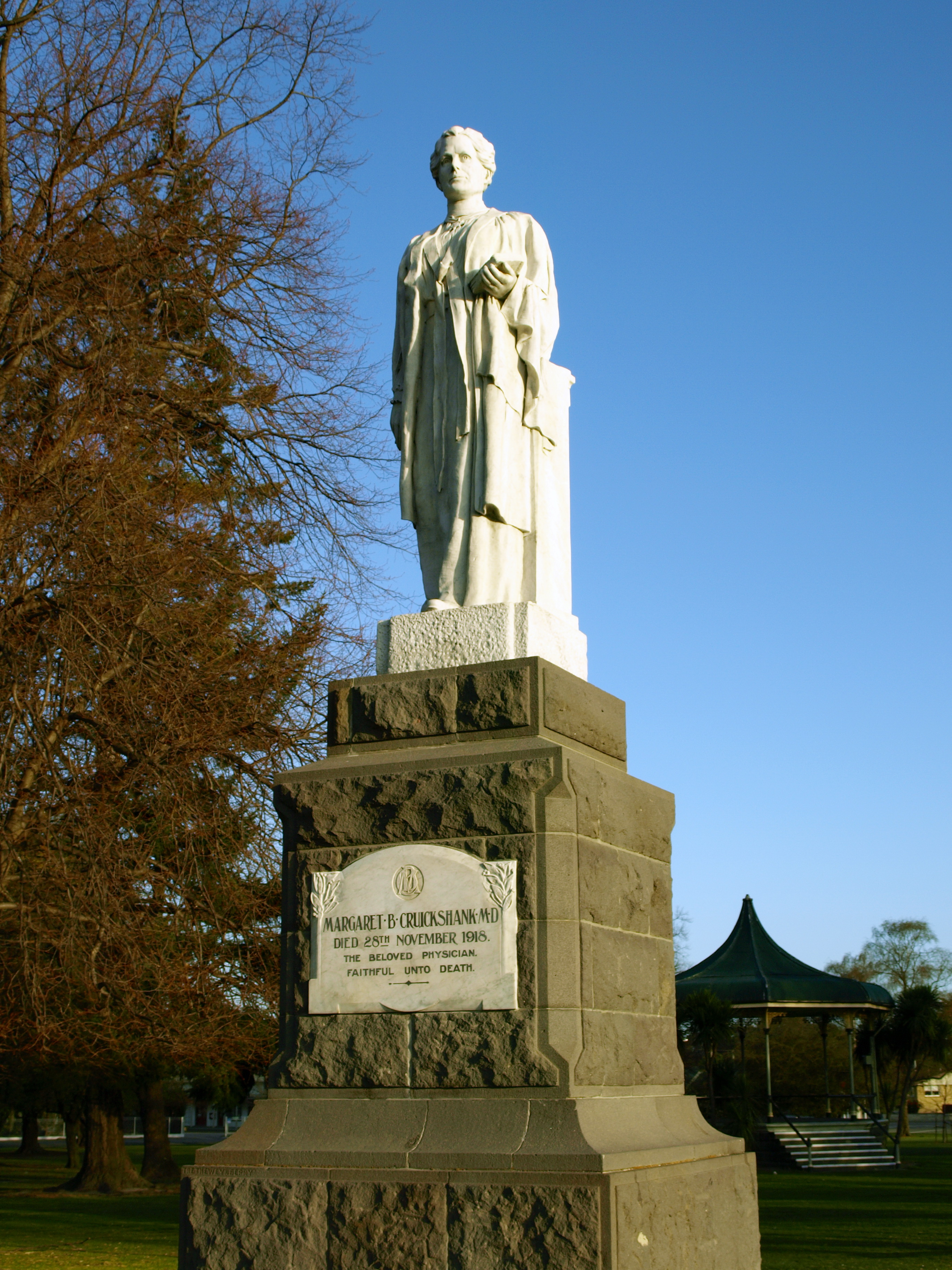
Ihr zu Ehren und Gedenken im Jahr 1923 in Waimate errichtet.

Fünf Jahre nach ihrem Tod wurde von den Bürgern von Waimate ihr zu Ehren eine acht Meter hohe Statue von ihr im Ganzkörper im Seddon Square der Stadt errichtet.